# Villanueva del Conde
Villanueva del Conde est une commune de la province de Salamanque dans la communauté autonome de Castille-et-León en Espagne.

## Géographie

### Communes limitrophes
|                                           | San Miguel del Robledo, Cilleros de la Bastida |                                 |
| Sequeros, Mogarraz, Monforte de la Sierra | Villanueva del Conde                           | Garcibuey, Miranda del Castañar |
|                                           | Cepeda                                         |                                 |

## Démographie
Évolution démographique depuis 1900
| 1900 | 1910 | 1920 | 1930 | 1940 | 1950 | 1960 | 1970 | 1981 | 1991 | 2000 | 2014 | 2017 | 2019 |
| ---- | ---- | ---- | ---- | ---- | ---- | ---- | ---- | ---- | ---- | ---- | ---- | ---- | ---- |
| 1194 | 1045 | 978  | 980  | 1110 | 1040 | 911  | 608  | 388  | 272  | 257  | 162  | 173  | 173  |